# 何川

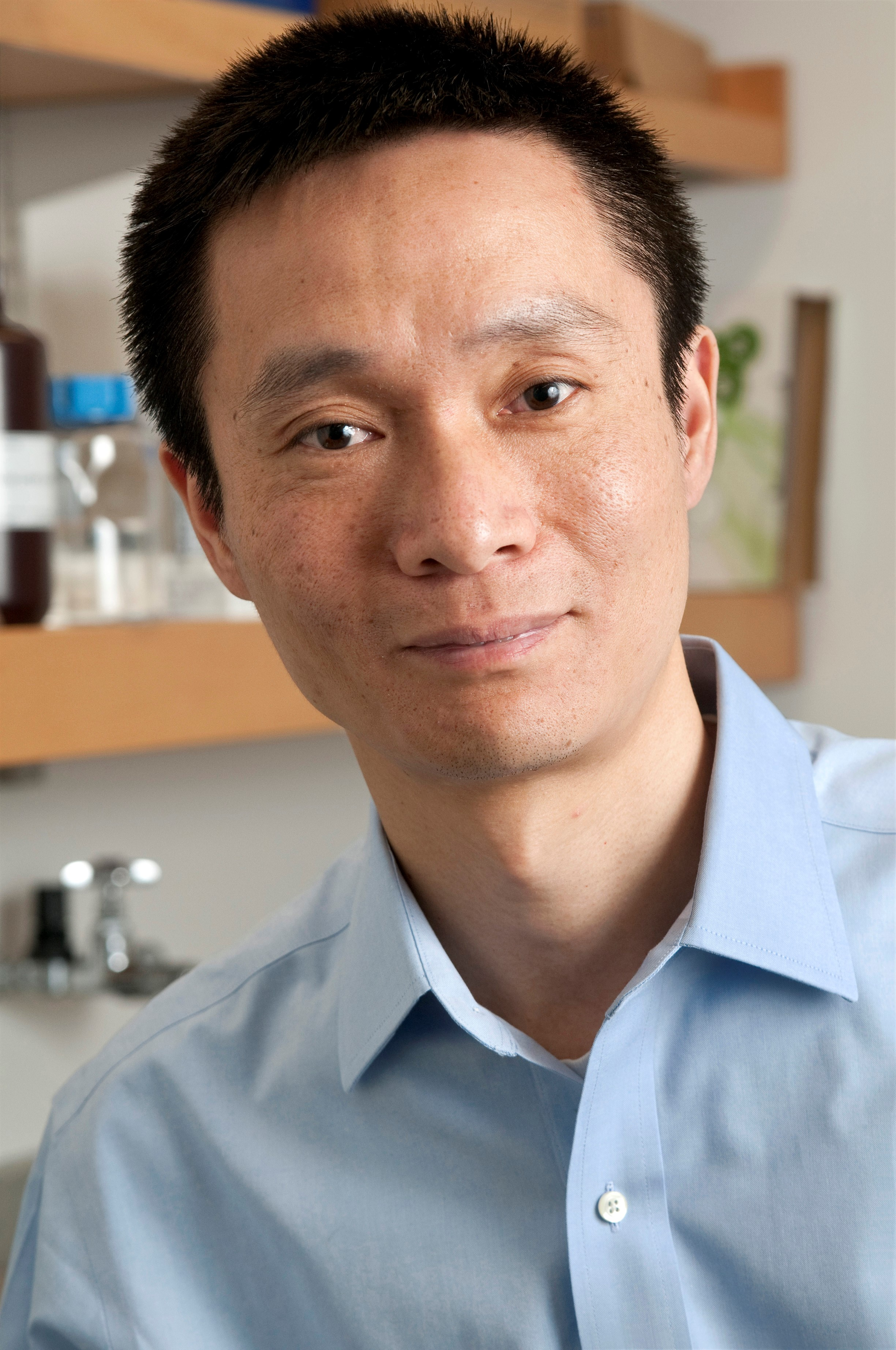
何川

何 川（か せん、He Chuan、1972年2月25日 - ）は中国貴州省清鎮県（現清鎮市）出身の在米華僑生物学者。シカゴ大学教授。主な業績はエピジェネティクスにおける可逆的なRNAメチル化と遺伝子発現調節の研究。

## 来歴
1994年中国科学技術大学応用化学卒業、2000年にMITから理学のPh.D.を取得した。指導教授はスティーブン・リパードであった。ハーバード大学で博士研究員として研究を行った後、2002年にシカゴ大学化学科の助教授となり、2010年に教授となった。2014年からはハワード・ヒューズ医学研究所の研究員も務める。2023年ウルフ賞化学部門、テトラヘドロン賞受賞。